# Peranera
Peranera – miejscowość w Hiszpanii, w Katalonii, w prowincji Lleida, w comarce Alta Ribagorça, w gminie El Pont de Suert.
Według danych opublikowanych przez Institut d’Estadística de Catalunya w 2020 roku liczyła 2 mieszkańców – 2 mężczyzn. Liczba mieszkańców w poprzednich latach: 2 (2008), 2 (2009), 2 (2014), 2 (2015), 1 (2019).